# Konya (provins)

Karta över Turkiet med Konya markerat.

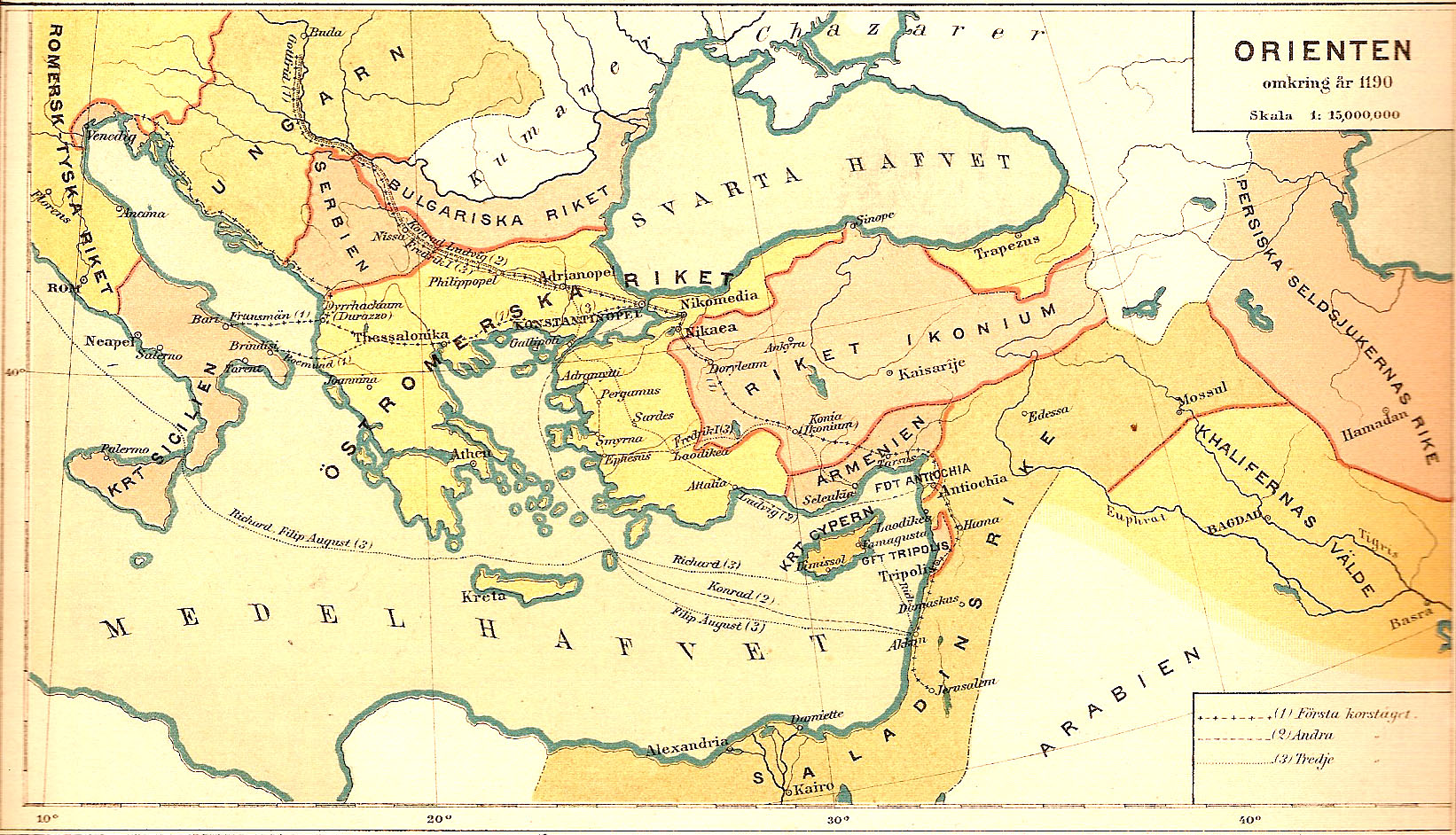
Historisk karta över Orienten 1190 e.Kr., vid tiden för korstågen. Konya var vid denna tid ett eget rike, "Riket Ikonium".

Konya är en provins i centrala Turkiet. Den har totalt 3 370 866 invånare (2000) och en areal på 11 811 km². Provinshuvudstad är Konya.